# Mesogonia pruriginosula
Mesogonia pruriginosula är en insektsart som först beskrevs av Jacobi 1905.  Mesogonia pruriginosula ingår i släktet Mesogonia och familjen dvärgstritar. Inga underarter finns listade i Catalogue of Life.